# Facharzt für Anästhesiologie
Facharzt für Anästhesiologie, auch Anästhesist/Anästhesistin, ist in Deutschland die offizielle Bezeichnung für einen Facharzt, der sich auf die ärztliche Tätigkeit im Gebiet Anästhesiologie spezialisiert hat.

## Gebiet Anästhesiologie
Das Gebiet Anästhesiologie  umfasst nach der Definition der deutschen Weiterbildungsordnung für Ärztinnen und Ärzte die Allgemein-, Regional- und Lokalanästhesie einschließlich deren Vor- und Nachbehandlung, die Aufrechterhaltung der vitalen Funktionen während operativer und diagnostischer Eingriffe sowie intensivmedizinische, notfallmedizinische und schmerzmedizinische Maßnahmen.

## Facharzt-Weiterbildung
Um in Deutschland als Anästhesist tätig werden zu können, muss nach dem Abschluss eines Medizinstudiums und erteilter Approbation als Arzt eine mindestens fünfjährige Weiterbildung im Gebiet Anästhesiologie mit Erfolg absolviert worden sein. Die Berechtigung zur Führung einer Facharzt-, Schwerpunkt- oder Zusatzbezeichnung wird nach einer mündlichen Prüfung von der zuständigen Landesärztekammer erteilt.
Die Weiterbildung muss an zugelassenen Weiterbildungsstätten absolviert werden: mindestens
- 60 Monate Anästhesiologie. Davon
  - müssen 12 Monate in der Intensivmedizin abgeleistet werden
  - können zum Kompetenzerwerb bis zu 12 Monate Weiterbildung in anderen Gebieten erfolgen.

Bei der Anmeldung zur Weiterbildungsprüfung müssen der zuständigen Ärztekammer sämtliche Nachweise über die erfüllten Mindestanforderungen vorgelegt werden. Dazu gehören auch die Logbuch-Dokumentationen über alle durch die MWBO vorgegebenen Inhalte der Weiterbildung. Zur Weiterbildungsprüfung muss man darlegen, dass man über die entsprechenden Kenntnisse, Erfahrungen und Fertigkeiten im Fach verfügt.

### Inhalte der Weiterbildung
Zur Weiterbildungsprüfung muss dargelegt werden können, dass man Kenntnisse, Erfahrungen und Fertigkeiten unter anderem in folgenden Bereichen erlangt hat:
- Präanästhesiologische Vorbereitung
  - Aufklärung von Patienten über Risiken von Anästhesieverfahren und -medikamenten sowie Einholung der rechtsgültigen Einwilligung
- + Präanästhesiologische Risikoevaluation, insbesondere Prädiktoren für schwierige Atemwege und schwierige Beatmung
  - Identifikation und Umgang mit relevanten kardiovaskulären pulmonalen, neurologischen und muskulären Risikofaktoren
  - Auswahl eines geeigneten Anästhesieverfahrens einschließlich
    - präanästhesiologischer Vorbereitung unter Berücksichtigung einer Dauermedikation
    - medikamentöser Prämedikation
    - erforderlichem Monitoring
    - Berücksichtigung des Erfordernisses präanästhesiologischer Nüchternheit
- Anästhesiologische Verfahren und Techniken
  - Atemwegsmanagement, technische Maßnahmen zur Behandlung des einfachen und des schwierigen Atemweges einschließlich der schwierigen Intubation
  - Anästhesiologische Überwachung
  - Postanästhesiologische Patientenversorgung
  - Durchführung anästhesierelevanter Ultraschallverfahren bei unterschiedlichen Maßnahmen
  - Allgemeinanästhesien und intraoperative Beatmung einschließlich Einleitung, intraoperative Überwachung, Ausleitung, postoperative Patientenversorgung, postoperative Schmerztherapie
- Anästhesie bei folgenden Situationen:
  - Neurochirurgische und neurointerventionelle Eingriffen
  - Kinderanästhesie
  - Schwangerschaft und Geburtshilfe
  - Thoraxeingriffen
  - Kardiovaskuläre Anästhesie
  - Operationen im Kopf-Hals-Bereich
  - Regionalanästhesie
  - Anästhesie bei ambulanten Patienten
  - Anästhesiologische Verfahren außerhalb des Operationssaales
- Intensivmedizin
  - Diagnostik und Therapie vital bedrohlicher Erkrankungen und Zustände auf einer Intensivstation oder Intermediate Care Station
  - Prävention, Diagnostik, Therapie und Management von Infektionen
  - Analgosedierung
  - Atemunterstützende Maßnahmen bei nicht-intubierten Patienten, einschließlich Beatmungsentwöhnung bei Langzeitbeatmeten
  - Flüssigkeits- und Volumentherapie einschließlich Transfusions- und Blutersatztherapie
  - Enterale und parenterale Ernährung, Erstellung eines Ernährungsplans sowie Therapie von Stoffwechselentgleisungen
  - Punktions- und Katheterisierungstechniken
  - Tracheo- und Bronchoskopien
- Schmerzmedizinische Verfahren
- Notfall- und Zwischenfallmanagement, Trauma und Verbrennungen, Rettungswesen
  - Reanimation von Patienten aller Altersgruppen
  - Transportbegleitung von Intensivpatienten
  - Ossärer Zugang
  - Erstversorgung beim Traumapatienten einschließlich Brandverletzten.

Die Inhalte der Musterweiterbildungsordnung sind allerdings nur eine Empfehlung für die rechtsverbindlichen Weiterbildungsordnungen der Landesärztekammern, die hiervon abweichende Regelungen treffen können.

## Zusatz-Weiterbildungen
Fachärztinnen und -ärzte für Anästhesiologie haben die Möglichkeit, sich durch Zusatz-Weiterbildung weiter zu qualifizieren. Hierzu gehören insbesondere die Zusatz-Weiterbildungen Intensivmedizin und Transplantationsmedizin. Außerdem besteht die Möglichkeit der Qualifizierung in den Zusatz-Weiterbildungen, die Fachärzten der Gebiete der unmittelbaren Patientenversorgung vorbehalten sind.